# Amico Ricci

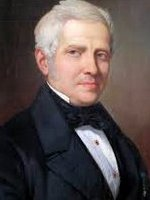
Amico Ricci, Porträt von Vincenzo Morani

Amico Ricci Petrocchini oder Petruccini oder Petruchini (* 1794 in Macerata; † 1862 in Modena) war ein italienischer Kunsthistoriker.

## Biografie
Der aus Macerata stammende Marchese Amico Ricci, ein Ritter des Mauritiusordens, zeichnete sich als Literaturwissenschaftler und einflussreiche Persönlichkeit aus. Er war Mitglied der Accademia dei Catenati von Macerata, für die er verschiedene "Dissertationen" verfasste, Kurator der Biblioteca Comunale Mozzi Borgetti von Macerata (der er später seine eigene Privatbibliothek und Manuskripte seiner Werke mit allen Arbeitsmaterialien hinterlassen sollte), Lehrer an der Accademia di Belle Arti di Bologna und Beamter der päpstlichen Regierung. In den Jahren 1824–1825 bekleidete er die Position des Gonfaloniere der Stadt und überzeugte in dieser Eigenschaft Francesco Puccinotti, der später einer der berühmtesten Gerichtsmediziner Italiens werden sollte, sich um einen Lehrstuhl für Pathologie, Symptomatologie und allgemeine Therapie zu bewerben.
Sein Hauptwerk, die Memorie storiche delle arti e degli artisti della Marca di Ancona, stammt aus dem Jahr 1834 und war die erste sorgfältige und systematische Abhandlung über die Kunstgeschichte der Marken. Neben mehreren kunsthistorischen Aufsätzen komponierte er auch Kantaten für Bratsche (1862).
Als Nachkomme eines Adelsgeschlechts aus Macerata zählte er zu seinen Vorfahren den Jesuitenmissionar und Sinologen Matteo Ricci, von dem er zahlreiche Briefe besaß, die er dem Historiker und Patrioten Giuseppe La Farina während seines Aufenthalts in Bologna im Jahr 1843 zur Verfügung stellte. Aus diesem Studium entstand die Arbeit La China, considerata nella sua storia. Zu seinen Nachkommen gehören sein Neffe Matteo Ricci Petrocchini, Sohn seines Bruders Domenico und Ehemann von Alessandrina, Tochter von Massimo d’Azeglio: Er war Schriftsteller, Mitglied der Accademia della Crusca und Senator des Königreichs Italien von 1890 bis 1896.

## Veröffentlichungen
- Elogio del pittore Gentile da Fabriano, Macerata, Giuseppe Mancini Cortesi, 1829.
- Le belle arti nella città di Gubbio, Bologna, Romano Turchi, 1831.
- Operette di belle arti, Bologna, Romano Turchi, 1831.
- Memorie storiche delle arti e degli artisti della Marca di Ancona, Macerata,  Alessandro Mancini, 1834, 2 Bände. (die Erste ist auf  Google Books). Nachdruck: Bologna, Forni, 1970.
- Compendio delle memorie istoriche delle arti e degli artisti della marca d'Ancona, Bologna, Sassi alla Volpe, 1835.
- Dello stato geografico e politico del Piceno dopo la guerra marsica o sociale fino alla pontificia dominazione, Rom, Boulzaler, 1836.
- Dell'anello nuziale. Epistola del marchese Amico cavalier Ricci per le nozze della sorella Alba con il nobil uomo signor Giuseppe Lazzarini, Macerata, Cortesi, 1837.
- Necrologia dell'abate Michele Colombo, in Giornale letterario-scientifico di Modena, Juni 1838.
- Monumento di Andrea Manfredi da Faenza, 13º generale dell'ordine de' Servi, Bologna, Jacopo Marsigli, 1840.
- Torri degli Asinelli e Garisendi, Turin, Fontana, 1840.
- Iscrizione sepolcrale di Guido Reni ed Elisabetta Sirani esistente in San Domenico di Bologna, Bologna, Marsigli, 1842.
- Degli uomini illustri di Macerata, Rom, Tipografia delle belle arti, 1847.
- Sulle arti degli antichissimi popoli. Lezioni, Perugia, Bartelli, 1847.
- Storia dell'architettura in Italia dal secolo IV al XVIII, Modena, Regio-ducal Camera, 1857–1859, 3 Vol. Nachdruck: Bologna, Forni, 1967.

### DieMemorie storiche delle arti e degli artisti della Marca di Ancona
In den Memorie storiche delle arti e degli artisti della Marca di Ancona, die seiner Mutter Maria Vendramin gewidmet sind, hat Amico Ricci das Leben der Künstler der Marken vom Mittelalter bis zu seiner Zeit akribisch rekonstruiert und die Werke beschrieben. Auf diese Weise führte er auch dank seiner langen und sorgfältigen historiographischen Forschung und dem Austausch und der kritischen Auseinandersetzung mit anderen Intellektuellen der damaligen Zeit wie Graf Leopoldo Cicognara oder Pietro Selvatico die erste systematische Studie über die Kunstgeschichte dieser Region durch. In seinem Werk interessierte er sich nicht nur für Architektur, Skulptur und Malerei, sondern auch für die so genannten kleinen Künste wie Goldschmied oder Keramik und zeigte ein neues Interesse an Künstlern des frühen 15. Jahrhunderts (ein exemplarisches Beispiel ist Gentile da Fabriano, dem Ricci bereits 1829 einen Aufsatz gewidmet hatte) und näherte sich so den Theorien des Purismus. In seinen Chroniken erfahren wir unter anderem Neuigkeiten über den bereits erwähnten Gentile da Fabriano, den im  Tessin geborenen Architekten Pietro Maggi und über Prinz Alessandro Maggiori, einen bekannten Sammler seiner zeitgenössischen Kunst, der ihn als großen Freund und Lehrer begrüßte und der erste Schöpfer einer Kunstgeschichte der Region Marken war.
Amico Ricci arbeitete lange Zeit an der Vorbereitung einer zweiten Ausgabe der Memorie, die jedoch trotz dieser Absicht nie gedruckt wurde, was eine Kopie der ersten Ausgabe mit handschriftlichen Notizen in der Ricci-Sammlung der Stadtbibliothek Mozzi Borgetti (Ms 240-240 bis) konkret bezeugt.

## Auszeichnungen
Cavaliere dell'Ordine dei Santi Maurizio e Lazzaro